# Welser Hütte
Die Welser Hütte ist eine Schutzhütte der Kategorie I der Sektion Wels des Österreichischen Alpenvereins im oberösterreichischen Teil des Toten Gebirges. Sie liegt auf 1726 m ü. A. Seehöhe in der Ackergrube am Nordfuß des Großen Priels (2515 m) und des Schermbergs (2396 m).

## Geschichte
Die Erschließung des Toten Gebirges erfolgte am Ende des 19. Jahrhunderts fast ausschließlich vom Stodertal und von Aussee aus. Erst die Sektion Wels unter ihrem Vorstand Sepp Huber begann das Almtal und das Tote Gebirge von Norden her zu erschließen. Sepp Huber war ausschlaggebend an der Schaffung der nordseitigen Aufstiege auf das Karstplateau, etwa des Grießkarsteigs, beteiligt und setzte in zähen Verhandlungen mit den Grundeigentümern die Errichtung von Schutzhütten durch.
- Erste Welser Hütte: 1913 konnte eine kleine von der Baron Hering’schen Forstverwaltung der S. Wels überlassene Holzknechthütte aufgestellt werden. Es ist nicht klar, ob die Hütte schon 1913 oder erst 1915 benutzt wurde. Die Hütte wurde 1921 aufgelassen, da der Sektion Wels nun auch das Almtaler Haus und die zweite Welser Hütte zur Verfügung stand.
- Die zweite Welser Hütte wurde 1920 auf 1815 m ü. A. bei den "Teicheln" in der inneren Hetzau bei Grünau errichtet.
- 1923 wurde die dritte Welser Hütte unweit der als Ersatz für die zerstörte zweite Welser Hütte an lawinensicherer Stelle erbaut und am 18. August 1923 eröffnet. 1929 erfolgte die Erweiterung. Im Winter 1934/1935 wurde die Hütten durch Wirbelsturm schwer beschädigt und 1935 erneuert. Sie war bis zur Fertigstellung der vierten Welser Hütte in Verwendung.
- 1969 wurde die vierte und aktuelle Welser Hütte auf 1726 m ü. A. eröffnet. Sie wurde 1967–1971 erbaut, die dritte Welser Hütte diente noch während des Baus als Unterkunft und 1969 und 1970 provisorisch bewirtschaftet. Am 4. Juli 1971 erfolgte die feierliche Eröffnung.[1]

Die Hütte wird über eine Materialseilbahn versorgt. Sie stellt die Übernachtungsmöglichkeit des Almtaler Zustiegs zum Welser Höhenweg dar. Am Fleischbanksattel trifft man auf den Hauptweg, auf dem man in weiteren dreieinhalb Tagen nach Bad Ischl gelangt.

## Übergänge zu den Nachbarhütten
- Prielschutzhaus, 1420 m, Gehzeit 3½ Stunden
- Pühringerhütte, 1638 m, Gehzeit 4 Stunden

## Touren von der Welser Hütte
- Großer Priel, 2515 m, ca. 2 Stunden
- Schermberg, 2396 m ca. 2 Stunden
- Temlberg, 2327 m ca. 3 Stunden
- Almtaler Köpfl, 2204 m über den Schermberg Klettersteig Tassilo
- Kreuz, 2180 m und Zwillingkogel, 2187 m